# Isabelle Yacoubou
Isabelle Yacoubou (Godomey, 21 aprile 1986) è un'ex cestista, ex pesista e allenatrice di pallacanestro beninese naturalizzata francese.

## Carriera
Nel 2003 arriva in Francia dalla sua terra natale il Benin. Viene ingaggiata da Tarbes e arrivano le prime convocazioni nella nazionale giovanile francese.
Nel 2009 è finalista del campionato francese e della Coppa di Francia. Viene inoltre eletta MVP del campionato. Durante l'estate diventa campione d'Europa con la nazionale.
Resta a Tarbes fino al 2010, anno in cui vince il campionato sotto la guida di François Gomez. Sempre nel 2010 viene eletta MVP del campionato.
Nella stagione 2010-11 è in Italia al Famila Schio, squadra con cui vince campionato e Coppa Italia.
Partecipa ancora una volta agli Europei con la nazionale classificandosi al terzo posto. Viene notata dal Ros Casares Valencia, società spagnola che sta allestendo una formazione stellare per vincere l'Eurolega. La stagione 2011-12 è quindi in Spagna dove contribuisce alla conquista dell'Eurolega e del campionato spagnolo.
Con la nazionale ottiene le qualificazioni ai giochi olimpici di Londra cinquistando la medaglia d'argento.
Nel 2012-13 si trasferisce in Russia per difendere i colori dello Spartak Mosca. Con la formazione moscovita, guidata da Pokey Chatman, arriva in finale sia in Coppa di Russia sia in campionato ma in entrambe le competizioni viene superata dall'Ekaterinburg. Viene inserita da FIBA Europe tra le otto concorrenti al titolo di miglior giocatrice europea e insignita dal Presidente della Repubblica francese Hollande della Legion d'onore.
Segue una nuova estate con la nazionale francese, con la quale tocca le cento presenze, che agli Europei raggiungerà una nuova medaglia d'argento, sconfitta in finale all'ultimo secondo dalla Spagna. Sarà comunque inserita nel quintetto ideale della manifestazione quale miglior pivot degli Europei.
La stagione successiva viene ingaggiata dal Fenerbahçe di Istanbul. Tre finali Coppa, Eurolega e Campionato perdute contro il Galatasaray. La finale di Eurolega, giocata in Russia, vede prevalere il Galatasaray per 69-58. La società turca decide di rivoluzionare la squadra e la Yacoubou non viene confermata.
Il 14 giugno si sposa a Vicopelago (Lucca) con l'attore Simone Fulciniti ed insieme procederanno all'adozione di un bambino beninese, Luiz Espoir. Queste ragioni familiari la faranno optare per una pausa dalla nazionale francese impegnata nei campionati mondiali.
Per la stagione 2014-15 viene messa sotto contratto dalla squadra cinese Heilongjiang (è la prima giocatrice francese a debuttare nella WCBA). Assume il ruolo di leader (24 punti e 11,3 rimbalzi a partita) e guida il team di Harbin ai play-off. Durante una partita della seconda fase, sul campo della squadra militare di Bayi, succede però un fatto incredibile che le fa terminare anzitempo la stagione. Mancano 0,6 secondi al termine della partita e la squadra di casa (sotto di due punti) ha la palla per una rimessa in zona d'attacco. Isabelle, che durante la gara ha realizzato 31 punti e catturato 16 rimbalzi, è in panchina per la regola secondo la quale le straniere possono giocare solo i primi tre quarti in gare contro squadre composte esclusivamente da giocatrici cinesi. La palla viene rimessa in gioco e le avversarie riescono a segnare il canestro del pareggio, chiaramente a tempo scaduto. Gli arbitri ed il tavolo clamorosamente convalidano la segnatura. Heilongjiang ritiene questo canestro inaccettabile e decide di non giocare i tempi supplementari. Per questo motivo, due giorni dopo, la squadra verrà squalificata dal campionato.
Quarantotto ore dopo sale su un aereo che la riporta in Italia e firma un contratto con la Famila Schio, fino al termine della stagione. Il suo inserimento è subito decisivo: nel mese di febbraio la squadra scledense si aggiudica la Coppa Italia e il 4 maggio vince lo scudetto laureandosi campione d'Italia. Per Isabelle una serie finale di cinque partite con 14 punti e 10 rimbalzi di media.
Raggiunge poi il raduno della nazionale in preparazione dei campionati europei di Ungheria e Romania. L'obiettivo dichiarato è quello di raggiungere una delle prime cinque posizioni che significano un biglietto per le Olimpiadi di Rio. Raggiunge i 1000 punti in nazionale nel corso di un'amichevole che vede la Francia opposta alla Svezia. Contribuisce alla conquista della medaglia d'argento, conseguenza di due vittorie con Russia (quarti) e Spagna (semifinale) e della sconfitta in finale contro la Serbia (76-68). Per la Francia si tratta del secondo argento consecutivo. Per Isabelle la quarta medaglia agli Europei (un oro, due argenti, un bronzo).
Per la stagione sportiva 2015-16 torna a vestire la maglia del Famila Schio e ad inizio stagione confeziona il "triplete" aggiudicandosi la Supercoppa italiana (83-54) contro il Ragusa. La squadra di Schio arriva ai quarti di finale di Eurolega, dove viene eliminata per mano delle campionesse uscenti dell'USK Praga. Isabelle viene inserita nel quintetto ideale della competizione.
Dopo l'eliminazione segue la sconfitta (nonostante una partita da 20 punti per Isabelle) nella finale di Coppa Italia e la conquista della finale scudetto, eliminando nel corso dei play-off prima Battipaglia e poi Ragusa in semifinale. Nel corso della finale contro Lucca, il Famila si conferma campione d'Italia in tre gare. Per Isabelle Yacoubou tre partite con una media di 15 punti ed oltre 13 rimbalzi e secondo scudetto consecutivo.
Ritornata nel 2022 al suo club di allenamento, il Tarbes, si è infortunata nel gennaio 2024 durante una partita contro lo Charleville-Mézières . Il 28 febbraio, Tarbes GB ha annunciato che Yacoubou avrebbe interrotto la sua carriera da giocatrice e si sarebbe unita alla direzione del club

## Palmarès
- Eurolega: 1
R.C. Valencia: 2011-12
- Campionato francese: 1
Tarbes: 2009-10
- Campionato italiano: 4
Schio: 2010-11, 2014-15, 2015-16, 2017-18
- Campionato spagnolo: 1
R.C. Valencia: 2011-12
- Coppa Italia: 4
Schio: 2011, 2015, 2017, 2018
- Supercoppa italiana: 4
Schio: 2014, 2016, 2017, 2018
- Coppa del Presidente: 1
Fenerbahçe: 2013